# عزلة مدول (صنعاء)

تعديل مصدري - تعديل

عزلة مدول هي إحدى عزل مديرية صعفان في محافظة صنعاء اليمنية ويبلغ تعداد سكانها 4007 نسمة حسب التعداد السكاني في اليمن لعام 2004.

## روابط خارجية
- الجهاز المركزي للإحصاء بالجمهورية اليمنية
- المركز الوطني للمعلومات باليمن
- World Gazetteer:Yemen
- الدليل الشامل